# Mateřská dovolená
Mateřská dovolená je období dovolené, kterou poskytuje rodiči zaměstnavatel a která se začíná počítat nejdříve osm týdnů, nejpozději však šest týdnů před plánovaným termínem porodu. Její celková délka je 28 týdnů při narození jednoho dítěte a 37 týdnu v případě dvou a více dětí. V období mateřské dovolené vyplácí stát rodiči peněžitou pomoc v mateřství. Nárok na ni nevzniká automaticky.

## Peněžitá pomoc v mateřství
Nárok na peněžitou pomoc v mateřství mají ženy v zaměstnaneckém poměru, za které zaměstnavatel odváděl nemocenské pojištění. Tyto ženy musí dále splňovat tyto podmínky:
- Nemocenské pojištění za ně zaměstnavatel odváděl alespoň 270 dní za poslední dva roky.
- V den nástupu na mateřskou dovolenou byla žena zaměstnána, popřípadě nebyl její pracovní poměr ukončen déle než před 180 dny.[2]

Nárok na peněžitou pomoc v mateřství mají také ženy pracující jako OSVČ. Tyto ženy musí dále splňovat tyto podmínky: 
- Žena pracující jako OSVČ si musí minimálně 270 dní za poslední dva roky platit dobrovolně nemocenské pojištění.
- Alespoň 180 dní z těch 270 musí být v posledním roce před nástupem na mateřskou.[3]

Ani žena, která tyto podmínky nesplní, nezůstane zcela bez podpory. V takovém případě má ihned po narození dítěte nárok na rodičovský příspěvek, který činí 300 tisíc a lze ho rozložit mezi 6 měsíců až 4 roky.
Peněžitou pomoc v mateřství může čerpat také otec dítěte. Ale i on musí splnit výše popsané podmínky. Čerpat ji může například v situaci, kdy matka podmínky nesplní, ale on ano. U otce se liší pouze doba pobírání peněžité pomoci. Otec dítěte čerpá peněžní pomoc v mateřství nejdříve od 7 týdne po narození dítěte a maximálně 22 týdnů, popřípadě 31 týdnů při narození vícerčat.
V některých zvláštních případech zákoník práce stanoví kratší dobu mateřské dovolené (např. pokud by se dítě narodilo mrtvé, mateřské dovolená trvá jen 14 týdnů). Mateřská dovolená nesmí být nikdy kratší než 14 týdnů a nemůže v žádném případě skončit ani být přerušena před uplynutím 6 týdnů ode dne porodu. Zaměstnavatel je povinen poskytnout zaměstnankyni mateřskou dovolenou i bez její žádosti. Zaměstnankyně nemusí o poskytnutí mateřské dovolené zaměstnavatele žádat. Postačí, když zaměstnavateli nástup na mateřskou dovolenou oznámí.
Doba čerpání mateřské dovolené se pro účely dovolené na zotavenou posuzuje jako výkon práce, tj. tato doba se započítává do dnů podmiňujících vznik nároku na dovolenou. Požádá-li zaměstnankyně zaměstnavatele o poskytnutí dovolené tak, aby navazovala bezprostředně na skončení mateřské dovolené, je zaměstnavatel povinen její žádosti vyhovět.

### Výše peněžité pomoci v mateřství
|      | Rok 2019 | Rok 2018 | Rok 2017 | Rok 2016 | Rok 2015 | Rok 2014 | Rok 2013 |
| ---- | -------- | -------- | -------- | -------- | -------- | -------- | -------- |
| I.   | 1090 Kč  | 1000 Kč  | 942 Kč   | 901 Kč   | 888 Kč   | 865 Kč   | 863 Kč   |
| II.  | 1635 Kč  | 1499 Kč  | 1412 Kč  | 1351 Kč  | 1331 Kč  | 1298 Kč  | 1295 Kč  |
| III. | 3270 Kč  | 2998 Kč  | 2824 Kč  | 2701 Kč  | 2662 Kč  | 2595 Kč  | 2589 Kč  |

Pro výpočet peněžité pomoci v mateřství jsou u zaměstnané ženy důležité předchozí výdělky. Počítá se s průměrným hrubým příjmem za posledních odpracovaných 12 měsíců. Do rozhodného období pro výpočet mateřské dovolené se nepočítají dny na nemocenské nebo ošetřovaní člena rodiny. Mateřská je 70 % z denního vyměřovacího základu, který se ještě snižuje prostřednictvím redukčních hranic. Tyto hranice vypadají pro rok 2018 následovně: 
- z částky do 1000 Kč se započítá 100 %,
- z částky nad 1000 Kč do 1499 Kč se započítá 60 %,
- z částky na 1499 Kč do 2889 Kč započítá 30 %,
- k částce nad 2889 Kč se nepřihlíží.[2]

U žen, které pracují jako OSVČ, hraje roli při určování peněžité pomoci v mateřství výše nemocenského pojištění. Při minimálních platbách za nemocenskou, které činí 115 Kč, vychází peněžitá pomoc v mateřství celkem na 22736 Kč.

## Práce a mateřská dovolená
Pokud má žena v práci před vstupem na mateřskou dovolenou podepsanou smlouvu na dobu neurčitou, o zaměstnání nepřijde. Zaměstnavatel tedy nesmí ženu v průběhu mateřské propustit a zároveň jí musí podržet stejné místo, jaké měla před nástupem na dovolenou. Jestliže navazuje matka na mateřskou dovolenou rodičovskou dovolenou a vrací se až po dvou či třech letech, má nárok jen na pozici, která odpovídá náplni práce ve smlouvě. Při návratu po čtyřech letech není již zaměstnavatel povinen místo držet. Jestliže však žena odchází na mateřskou nebo rodičovskou dovolenou s pracovní smlouvou podepsanou na dobu určitou, zaměstnavatel ji po jejím vypršení nemusí prodloužit. 
Během mateřské dovolené, při které ženám obvykle náleží peněžitá pomoc v mateřství, si mohou za jistých podmínek také přivydělávat. Například pracovat z domova jako virtuální asistentka. 
- Matka však nesmí pracovat u stejného zaměstnavatele na stejné pozici, a to ani na zkrácený úvazek.
- U svého zaměstnavatele ale může vykonávat jinou pozici.
- Stejnou pozici může vykonávat u jiného zaměstnavatele, pokud s tím její současný zaměstnavatel souhlasí.
- Matka pracující jako OSVČ (z nemocenského pojištění OSVČ je vyplácena peněžitá pomoc v mateřství) nesmí vůbec vykonávat svou činnost, což se nevztahuje na činnost vědeckou, uměleckou nebo publicistickou.
- Pokud byla matka před mateřskou dovolenou zaměstnaná a peněžitou pomoc v mateřství čerpá ze zaměstnání, může během pobírání mateřské dovolené podnikat bez omezení. Jedná se o tzv. vedlejší činnost, což znamená úlevy na zálohách na zdravotní a sociální pojištění.